# Reinhold Entholzer

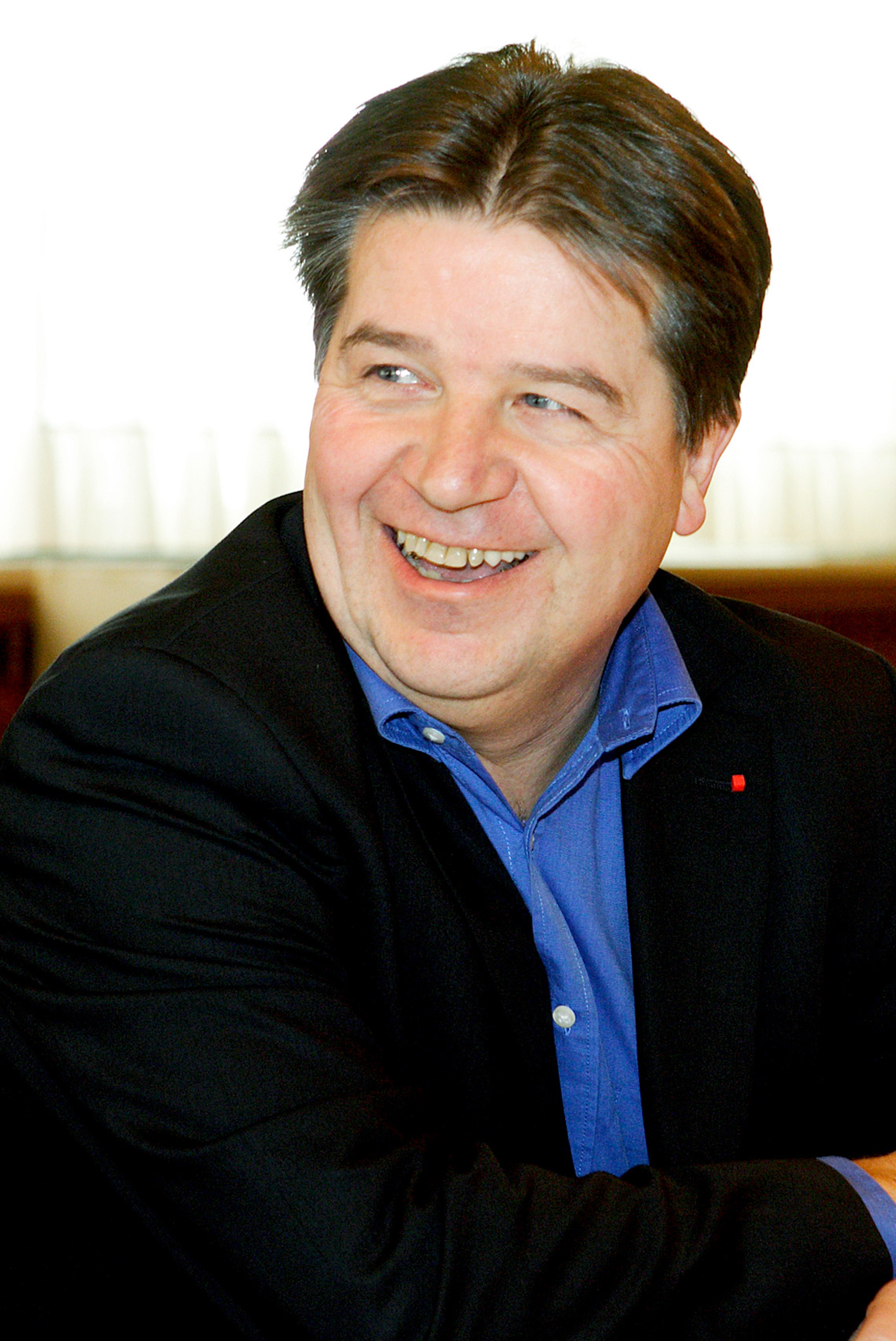
Reinhold Entholzer

Reinhold Entholzer (* 7. August 1959 in Grieskirchen) ist sozialdemokratischer Politiker und ehemaliger Landesrat in Oberösterreich.

## Leben & Werdegang
Reinhold Entholzer maturierte nach dem Besuch der Volksschule Peuerbach und der AHS-Unterstufe des Gymnasiums Wilhering an der HTL für Hochbau in Salzburg und trat danach als Techniker den Dienst bei der ÖBB an. Seine berufliche Tätigkeit im Hoch- und Tiefbau führte ihn an verschiedenste Großbaustellen in Österreich, bis Reinhold Entholzer im Jahr 1985 endgültig zurück nach Oberösterreich kam und bei der ÖBB Streckenleitung in Attnang-Puchheim und Linz tätig war.
Entholzer begann sich bald nach Berufseintritt gewerkschaftlich zu engagieren. 1993 wurde er ÖBB Personalausschussmitglied, 2002 Direktionssekretär der Gewerkschaft der Eisenbahner, ab 2006 Landesvorsitzender der Gewerkschaft vida und Vizepräsident der Arbeiterkammer in Oberösterreich. 
Am 11. Mai 2012 wurde Reinhold Entholzer als Nachfolger von Hermann Kepplinger als Landesrat für Verkehrsrecht, Tierschutz und (den Großteil der) Verwaltungspolizei  in der Landesregierung Pühringer IV angelobt.
Seit 1991 ist er kommunalpolitisch in seiner Heimatgemeinde Steegen tätig, wo er bis heute lebt. Entholzer ist verheiratet und hat zwei erwachsene Kinder. 
Am 23. November 2013 wurde Reinhold Entholzer mit 95,5 % der Delegiertenstimmen zum neuen Vorsitzenden der SPÖ Oberösterreich gewählt und folgte damit Josef Ackerl in dieser Funktion nach. Im Jänner 2016 legte er diese Funktion zurück.
Am 23. Jänner 2014 übernahm Reinhold Entholzer auch das Amt des Landeshauptmann-Stellvertreters von seinem Vorgänger Josef Ackerl.
Reinhold Entholzer war danach in der oberösterreichischen Landesregierung insbesondere für die Themenbereiche des Öffentlichen Verkehrs (Aufgabengruppe Gesamtverkehrsplanung und Öffentlicher Verkehr), für Verkehrsrecht und Verkehrstechnik, sowie für einen Teil der verwaltungspolizeilichen Agenden des Landes Oberösterreich zuständig. Am 23. Jänner 2014 hat er auch die Zuständigkeit für die oberösterreichischen Gemeinden von Josef Ackerl übernommen.
Nachdem die SPÖ bei der Landtagswahl 2015 auf den dritten Platz zurückfiel, war er ab 23. Oktober 2015 Landesrat in der Landesregierung Pühringer V, zuständig für Soziales, Tierschutz sowie teilweise Kinder und Jugend bzw. Gemeinden. Entholzer trat in der Landtagssitzung am 16. Juni 2016 als Landesrat zurück. Ihm folgte AMS-Chefin Birgit Gerstorfer als Landesrätin und Vorsitzende der SPÖ Oberösterreich nach.

## Auszeichnungen
- 2016: Großes Goldenes Ehrenzeichen des Landes Oberösterreich[7]